# Estoa sur I (Atenas)
La Estoa sur I de Atenas (en griego: Νότια Στοά, Nótia Stoá) era una estoa (edificio porticado) ubicada en el lado sur del ágora de Atenas, entre el tribunal de la Heliea y la fuente Eneacrunos, o fuente del sureste. En su emplazamiento se construyeron sucesivamente dos edificios: el primero, conocido como Estoa sur I, y el segundo, como Estoa sur II. El nombre utilizado para ambos edificios es moderno y hace referencia a su ubicación.

## Historia
Fue construida entre los años 425-400 a. C. y estuvo en uso hasta c. 150 a. C., cuando fue reemplazada por la Estoa sur II. Fue descubierta en 1936, al excavarse por debajo de la Estoa sur II, de época helenística, y a lo largo de una calle más antigua, que pasaba junto al lado meridional de la Heliea.

## Localización
Se extendía a lo largo de la mayor parte del borde sur del ágora clásica, orientada hacia el norte. Al oeste estaba el Eacón y luego la casa de la fuente Eneacrunos. Al este quedaban la fuente del sureste y la Casa de la moneda. El extremo norte daba a una terraza que dominaba el ágora. Detrás y por encima de la estoa, al sur, había una vía este-oeste, en uso desde la Edad del Bronce. Un conjunto de escaleras situadas a ambos extremos del pórtico conducían desde este camino hasta el nivel del suelo de la parte delantera de la stoa. Más al sur había más calles y viviendas, que ascendían por la ladera del Areópago.

## Descripción

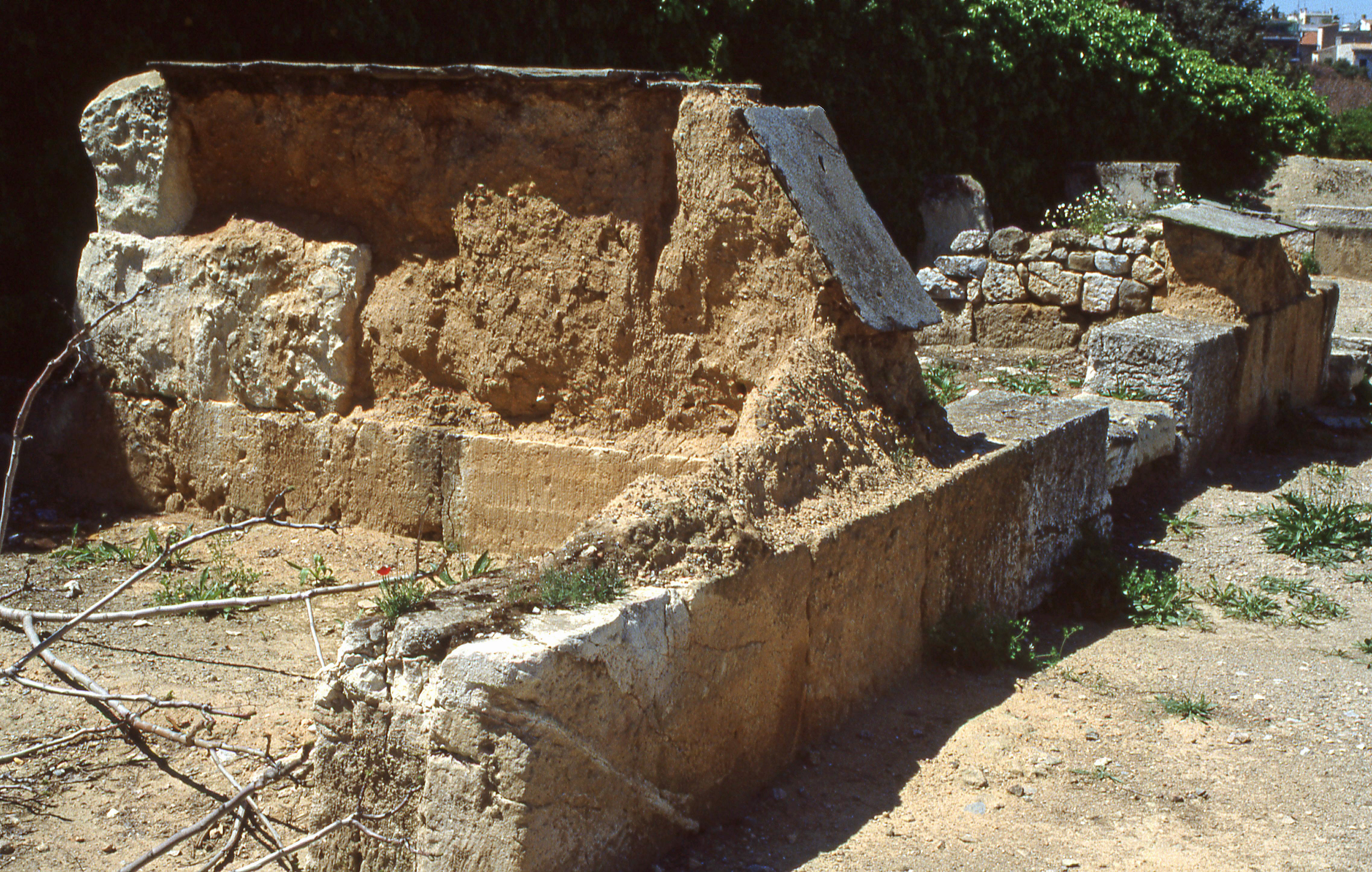
Restos de los muros de arcilla sin cocer de la Estoa sur I.

Tradicionalmente, las estoas eran grandes pórticos con locales en la parte posterior, a menudo utilizados como comercios. Pero la Estoa sur I debe su característica peculiar a que detrás de una doble fila de columnas dóricas había una serie de estancias destinadas a servir de cubículos u oficinas a los magistrados atenienses.
Cada una de las quince estancias daba al pórtico a través de una puerta de dos hojas, situada no exactamente en el centro de la estancia sino ligeramente escorada hacia el lado oriental. La octava estancia empezando por el este era la más grande y poseía un vestíbulo propio. El pavimento era de tierra apisonada o, a veces, más compacta por el uso de cal blanca.
Se construyó hacia 430-420 a. C. Medía unos 80,45 m de largo y 14,89 m de ancho. Era de estilo dórico. Se extendía de este a oeste y su fachada daba al norte. El edificio pudo tener dos plantas.
Constaba de una columnata de dos naves y un conjunto de quince salas a lo largo de la pared posterior. Este diseño se convirtió en habitual en las estoas, pero la Estoa Sur I parece ser el ejemplo más antiguo. Los cimientos eran de piedra de poros. La mayor parte de las paredes eran de ladrillos sin cocer, pero la pared trasera era de piedra para soportar el peso. La construcción, «chapucera e improvisada», sugiere que se trataba de un edificio utilitario.

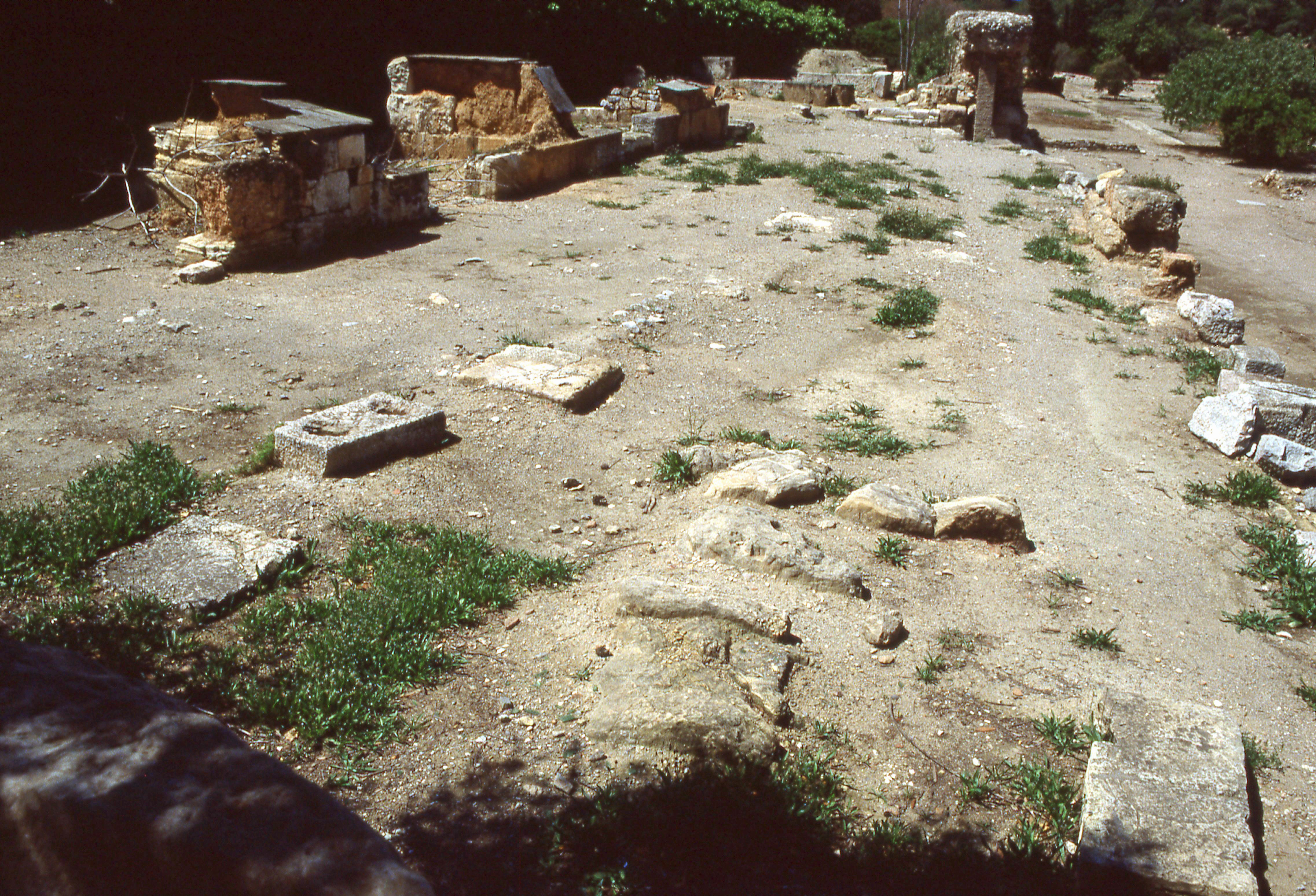
Restos del extremo oriental de la columnata de la Estoa sur I, mirando hacia el oeste-suroeste.

La fachada norte estaba formada por una columnata de dos naves. La columnata exterior era de orden dórico y estaba formada por 45 columnas estrechas de 0,53 m de diámetro, colocadas a 1,745 m de distancia. La escasa separación de esta columnata pudo deberse a la falta de buena piedra para el arquitrabe. La columnata interior constaba de 22 columnas, separadas 3,49 metros entre sí. Se desconoce a qué orden correspondía el estilo de sus capiteles. La mayor distancia entre ellas indica que eran más altas y sostenían un tejado ascendente. Ambas filas de columnas carecían de las habituales estrías, pero estaban recubiertas de estuco blanco para dar la apariencia de mármol, pese a que estaban hechas de la piedra conocida como poros. Las columnas se alzaban sobre un estilóbato también de poros. En algún momento posterior a la construcción original del edificio, la sección más oriental de la columnata se separó como una estancia independiente, mediante la construcción de un muro de escombros que atravesaba la segunda columna de la columnata interior.
Originalmente había quince salas (salas I-XV, numeradas de este a oeste) en la parte trasera, pero solo se conservan las salas I-XI. Todas tenían una superficie de aproximadamente 4,86 metros cuadrados, con una puerta en el lado norte, excepto la sala central (sala VIII), a la que se accedía desde un estrecho vestíbulo (1,45 m de ancho) situado al este. Las entradas tenían una anchura de 1,2 metros y contaban con zócalos para puertas dobles. Los suelos eran de arcilla marrón compactada, a veces con una fina capa de arcilla blanca colocada encima. Algunas de las habitaciones contenían zonas rectangulares pavimentadas con piedra o tejas reutilizadas. Hay ciertas características que sugieren que esas salas estaban destinadas a servir de comedores. Cada una de las salas tenía espacio para siete lechos, por lo que el complejo en su conjunto podría haber albergado hasta 105 comensales. Todas las puertas tienen un canal de drenaje que atraviesa el centro del umbral, lo que también es típico de los comedores. Los depósitos de ceniza en el suelo proceden de los braseros utilizados para cocinar y/o calentarse. Las habitaciones I y X tenían pequeños hogares en el centro, o el pavimento se construyó más alto sobre el nivel del suelo, para favorecer la salida de los líquidos durante o después de los convites. La disposición de la sala VIII, con su vestíbulo de entrada independiente, también es típica de los comedores. La evidencia más clara procede de la sala V, que originalmente tenía un suelo de cemento liso con un zócalo de cemento con guijarros (0,05 metros de alto y aproximadamente 1 metro de ancho), típico de los comedores clásicos para sostener los bancos.  Sin embargo, no se encontraron zócalos similares en las otras salas conservadas. Hacia el año 200 a. C., se sustituyeron por un conjunto de bancos de arcilla de 0,44 m de alto y 0,42 m de ancho que rodean la mitad sur de la sala. Hay testimonios de bancos similares en la sala IX. Podrían haber sido utilizados como asientos, pero no como literas de comedor.
Es posible que hubiera un segundo piso por encima de los comedores. No puede haberse extendido sobre las columnatas, ya que la columnata interior no habría podido soportar mucho peso. No se han encontrado rastros directos de ella; probablemente estaba hecha de ladrillos sin cocer y madera. Así lo sugiere una escalera, construida en el estrecho vestíbulo del centro de la estoa, algún tiempo después de la construcción del edificio, que conducía al nivel de la calzada detrás de la estoa, pero que parece haber sido dispuesta con el fin de dejar espacio para el acceso a un segundo piso. Antes de la construcción de esta escalera, solo se podía acceder a este piso superior desde la vía del sur. A lo largo de la vía hacia el sur, detrás de las salas III y IV, se colocó una gran base monumental. Es posible que estuviera cerca de la entrada original al piso superior.
La posición de la puerta en un lado es característica de las estancias pensadas para colocar lechos para banquetes (klínai) a lo largo de las paredes y dejar así espacio para los comensales, cuyo número ideal de siete daba en ocasiones nombre a la habitación (óikos eptáklinos, habitación de siete lechos). La octava habitación resulta muy similar a las salas para banquetes de las casas de la polis de Olinto.
Es probable que su construcción estuviera relacionada con la exigencia de reunir en un mismo lugar a todas aquellas magistraturas que, desde la época de Solón, e incluso antes, habían tenido una sede propia.
Todos estos aspectos han inclinado a pensar a los arqueólogos e historiadores que, si no toda la estoa, una parte de la misma debió cumplir la función del Tesmoteteo, citado por las fuentes antiguas como uno de los edificios en que los magistrados se reunían para comer en común con cargo al erario público. O también como en el Tholos, reservado a los pritanos.
El edificio fue demolido alrededor del año 150 a. C. para dar paso a un nuevo edificio. Se conservan algunos de los cimientos.

## Función e identificación
Esta estoa era probablemente el lugar donde varios magistrados atenienses llevaban a cabo sus negocios y tomaban sus comidas. En la Antigua Grecia era habitual que los funcionarios realizaran su trabajo en la columnata de una estoa. La principal prueba de que la Estoa Sur I se utilizaba de este modo es una inscripción hallada incrustada en el suelo de la Sala III (Ag. I 7030 = SEG 24.157), en la que consta que los metronomoi  (inspectores de pesos y medidas) del 222/1 a. C. habían entregado los pesos y medidas oficiales a sus sucesores, los metronomoi del 221/0 a. C. Esto parece indicar que estos funcionarios tenían su sede en la Estoa. Varios grupos de funcionarios atenienses, entre ellos los metronomoi, consistían en comisiones de seis personas más un secretario, para cuyas reuniones esas salas tenían las dimensiones ideales.
En la zona de las salas IV y V se halló una pequeña base inscrita (Ag. I 7015 = Ágora XVIII n.º C114) para un exvoto, aparentemente dedicado a un héroe anónimo. Esto puede indicar que alguna parte del edificio también se utilizó como santuario. La función del piso superior, si existió, es totalmente desconocida.
No está claro si la Estoa sur I puede identificarse con una mencionada en fuentes literarias. El arqueólogo canadiense Homer Thompson sugirió identificar esta estoa (o parte de ella) con el Thesmotheterion utilizado por los seis tesmótetas anuales, citado por las fuentes antiguas como uno de los edificios en que los magistrados se reunían para comer en común con cargo al erario público., mientras que el arqueólogo americano Eugene Vanderpool sugirió que se trataba de la Alphitopolis, el mercado de harina del ágora.  Ninguna de estas sugerencias se repite en la última edición de la Agora: Site Guide.

## Destrucción y excavación
Entre 175 y 125 a. C., el extremo sur del ágora ateniense fue remodelado para crear un espacio cerrado, denominado Plaza sur. El límite norte estaba formado por la Estoa media, el límite este por los edificios orientales y el límite sur por la Estoa sur II. Durante la construcción de las otras partes de la Plaza sur, los albañiles utilizaron la Estoa sur I como taller y luego la derribaron para construir la Estoa sur II, que borró todo rastro de la mitad occidental de la Estoa sur I. Dado que la nueva estoa no cubrió la parte oriental de la Estoa sur I, los cimientos de esa sección se han conservado mejor.
Los restos de la estoa se descubrieron durante las excavaciones de la Escuela americana de Estudios clásicos en el ágora. Los primeros vestigios fueron identificados y excavados en 1936 bajo la dirección de Eugene Vanderpool. Ulteriores excavaciones en 1952-1953 fueron dirigidas por Margaret Crosby, y en 1966-1967 por John McK. Camp.